# ريان هيغينز
ريان هيغينز (3 أبريل 1995 بهراري في زيمبابوي - ) (بالإنجليزية: Ryan Higgins)‏ هو لاعب كريكت بريطاني. لعب مع نادي مقاطعة ميدلسكس للكريكت ‏ ونادي مقاطعة غلوستر للكريكت ‏.

## وصلات خارجية
- ريان هيغينز على موقع إي آس بي آن كريك إنفو (الإنجليزية)